# Passo Shanhai
Il passo Shanhai, conosciuto anche come Shanhaiguan (in cinese: 山海关) o passo Yu (in cinese: 榆关), è uno dei principali passi che compongono la grande muraglia cinese. Le parole "il Primo Passo sotto il Paradiso" sono state incise sopra uno degli archi di entrata, ed è per questo che questo passo è conosciuto con questo nome. La struttura è situata presso Shanhaiguan, nella provincia di Hebei.
Nel 1961 il passo è diventato un sito Culturale Nazionale della Cina; è una famosa destinazione turistica, in quanto compone la parte più orientale della grande muraglia cinese costruita sotto la dinastia Ming e il punto dove la muraglia incontra il mare di Bohai è soprannominato "Testa del Vecchio Dragone" (老龍頭). Il passo si trova a circa 300 chilometri ad est di Pechino. Il passo ha ricoperto un importante ruolo nella storia cinese come difesa di frontiera contro i nemici provenienti dalla Manciuria, come i Kitai, gli Jurchen e i Manciù.

## Storia
Eretto a sud dei monti Yan, a nord rispetto al mare di Bohai, per secoli il passo ha sorvegliato lo stretto passaggio tra la Cina centro-orientale e nord-orientale. Sia la dinastia Qi che la dinastia Tang eressero delle fortificazioni in quest'area. Fu nel 1381, però, che il generale Ming Xu Da costruì quello che è l'attuale passo di Shanhai, soprannominandolo Shanhaiguan (letteralmente passo della montagna e del mare) proprio per via della sua posizione tra le montagne e il mare. Nel tardo XVI secolo, il generale Ming Qi Jiguang iniziò la fortificazione e la costruzione di una città militare proprio nei pressi del passo, rendendo il passo uno dei più fortificati dell'intera Cina. Oggi è il passo meglio conservato dell'intera Grande Muraglia.

### Battaglia del passo Shan
Nel 1644, Li Zicheng guidò una rivolta armata per la conquista della città di Pechino, capitale dell'impero Ming, ponendo così fine alla dinastia stessa. Li cercò di assicurarsi il supporto del generale Wu Sangui, comandante della potente guarnigione della Grande Muraglia settentrionale, ma piuttosto che sottostare al comandante della rivolta, Wu contattò la i manciù della dinastia Qing in modo da combinare le proprie forze e rimuovere i ribelli dal potere conquistato con la capitale. Dorgon, reggente dei Qing, fece marciare la sua armata verso il passo Shanhai così da ottenere la sottomissione di Wu. Insieme, Wu e i manciù, sconfissero le forze di Li Zicheng vicino al passo, obbligandolo a ritirarsi dalla capitale. La vittoria permise ai Qing di entrare a Pechino senza nessuna resistenza, ponendo così la Cina sotto il controllo di una nuova dinastia.

## Struttura
Il passo Shanhai ha una forma quadrata, con un perimetro di circa 4 chilometri. Le mura raggiungono un'altezza di 14 metri e uno spessore di 7 metri. Il perimetro orientale, meridionale e settentrionale è circondato da un profondo e largo fossato con dei ponti levatoi che collegano le due sponde. Nel mezzo del passo si trova un'alta torre campanaria.
Tutti e quattro i lati del passo erano provvisti di un portale, o "mén" (門), con la porta Zhendong (鎮東門) ad est, la porta Wangyang (望洋門) a sud, la porta Ying'en (迎恩門) ad ovest e la porta Weiyuan (威遠門) posta a nord. A causa della mancanza di opere di manutenzione ad oggi non rimane che la porta Zhendong.